# Montia fontana subsp. chondrosperma
Montia fontana subsp. chondrosperma é uma subespécie de planta com flor pertencente à família Portulacaeae. 
A autoridade científica da subespécie é (Fenzl) Walters, tendo sido publicada em Watsonia 3: 4. 1953.
Os seus nomes comuns são meruges ou meruginha.

## Portugal
Trata-se de uma subespécie presente no território português, nomeadamente em Portugal Continental.
Em termos de naturalidade é nativa da região atrás indicada.

## Protecção
Não se encontra protegida por legislação portuguesa ou da Comunidade Europeia.